# Панчабрахма-мантры
Панчабрахма-мантра (санскр. पञ्चब्रह्मा मन्त्र — IAST: pañcabrahmā mantra, «Мантра пяти Брахм») — мантра пяти ликов Шивы (Садьйоджата, Вамадева, Татпуруша, Агхора и Ишана). Согласно мифологии шиваизма, Шива проявил себя в начале творения в виде пятиликого существа Панчабрахмы, и из этих его пяти ликов появилось всё остальное. Иконографически это обычно изображается либо в виде мурти Шива Панчамукхи (Пятиликий Шива), либо в виде Панчамукха Линги.
Панчабрахма-мантры очень широко используются в шиваизме — в пудже, в ритуалах освящения храмов и на них постоянно ссылаются руководства по ритуалу. Также без чтения Панчабрахма-мантр нельзя приготовить вибхути. Эти пять мантр находятся в Тайттирия-араньяке (X.17-21) Кришна-Яджур веды. Десятая глава Тайттирия-араньяки также называется Маханараяна-упанишада — поэтому считается, что Панчабрахма-мантры принадлежат Маханараяна-упанишаде.
Пять — священное число Шивы. Панчабрахма-мантры возвеличивают Шиву в его пяти ликах, которые представляют собою пять его функций или деяний — panchakrityas:
- IAST: sadyojāta (санскр. सद्योजात — творение) — Садьоджата;
- IAST: vāmadeva (санскр. वामदेवा — поддержание) — Вамадева;
- IAST: aghora (санскр. अघोर — разрушение) — Агхора;
- IAST: tatpuruṣa (तत्पुरुषा — скрытая милость) — Татпуруша;
- IAST: īśāna (санскр. ईशान — проявленная милость) — Ишана.

Также эти пять ликов Шивы соответствуют пяти слогам Панчакшара мантры — na-mah-shi-vā-ya.
Следует познать эти пять Брахм, начиная с Садйоджаты.
(Все), что видится и слышится есть Сущность пяти Брахм. (Панчабрахма-упанишада)
Оригинальный текст (санскрит): pañchabrahma paraṇ vidyātsadyojātādipūrvakamḥ .
dṛśyate shrūyate yachcha pañchabrahmātmakaṇ svayamḥ .. 21..
1. sadyojāta mantra (Мантра Рождённого сегодня)
Этим ликом Шива обращен на восток. В нём он творит мир как Брахма и из него проявилась Земля. Этот лик связан со слогом «na», зелёным цветом и Рамбхапури питхой традиции Вирашиваизма.
Ищу прибежище в Перворожденном, почитаю Изначальную Причину рождений;
Не дай мне рождаться снова и снова; направь меня по ту сторону рождений.
Оригинальный текст (санскрит): ॐ सद्योजातं प्रपद्यामि सद्योजाताय वै नमो नमः।
भवे भवे नाति भवे भवस्व मां भवोद्भवाय नमः॥
оṃ sadyojātaṁ prapadyāmi sadyojātāya vai namo namaḥ .
bhave bhave nāti bhave bhavasva māṁ bhavodbhavāya namaḥ ..
2. vāmadeva mantra (Мантра Прекрасного Бога)
Этим ликом Шива обращен к югу. В нём он поддерживает мир как Вишну и из него проявилась Вода. Этот лик связан со слогом «mah», красным цветом и Удджайни питхой традиции Вирашиваизма.
Ом. Великодушнейшему поклонение, Старейшему поклонение, Наилучшему поклонение, Рудре поклонение, Времени поклонение;
Непостижимейшему поклонение, Величайшей силе поклонение, Причине сил поклонение, Дарующему силы поклонение;
Владыке существ поклонение, Источнику света поклонение.
Оригинальный текст (санскрит): ॐ वामदेवायनमो ज्येष्ठाय नमः श्रेष्ठाय नमो रुद्राय नमः कालाय नमः।
कलविकरणाय नमो बलाय नमो बलविकरणाय नमो बलप्रमथनाय नमः।
सर्वभूतदमनाय नमो मनोन्मनाय नमः॥
oṃ vāmadevāya namo jyeṣṭhāya namaḥ śreṣṭhāya namo rudrāya namaḥ kālāya namaḥ .
kalavikaraṇāya namo balāya namo balavikaraṇāya namo balapramathanāya namaḥ .
sarvabhūtadamanāya namo manonmanāya namaḥ ..
3. aghora mantra (Мантра Бесстрашного)
Этим ликом Шива обращен на запад. В нём он разрушает мир как Рудра и из него проявился Огонь. Этот лик связан со слогом «shi», темно-синим цветом и Кедар питхой традиции Вирашиваизма.
Поклонение Неужасному и ужасному, Тому, кто ужасающий и неужасающий одновременно.
Всегда и везде, о Шарва, почитаю Рудру во всех его формах.
Оригинальный текст (санскрит): ॐ अघोरेभ्योऽथ घोरेभ्यो अघोरघोरेतरेभ्यः।
सर्वतः शर्वः सर्वेभ्यो नमस्ते रुद्र रूपेभ्यः॥
oṃ aghorebhyo’tha ghorebhyo aghoraghoretarebhyaḥ .
sarvataḥ śarvaḥ sarvebhyo namaste rudra rūpebhyaḥ .

4. tatpuruṣa mantra (Мантра Того человека)
Этот лик Шивы обращен к северу и скрывает Истину, поэтому его называют Ишвара (Исполняющий желания). Из этого лика появился Воздух. Этот лик связан со слогом «vā», белым цветом и Шришайла питхой традиции Вирашиваизма.
Познаем Высочайшего, будем медитировать на Величайшего -
Пусть приведет нас Рудра к просветлению.
Оригинальный текст (санскрит): ॐ तत्पुरुषाय विद्महे महादेवाय धीमहि।
तन्नो रुद्रः प्रचोदयात्॥
oṃ tatpuruṣāya vidmahe mahādevāya dhīmahi .
tanno rudraḥ pracodayāt ..
5. īśāna mantra (Мантра Господа)
Этим ликом Шива смотрит вверх и являет свою милость — Мукти (Освобождение). Из него появилось Пространство (Акаша). Этот лик связан со слогом «ya», жёлтым цветом и Каши питхой традиции Вирашиваизма.
Владыка знания и Владыка всех существ, Цель всех учений и служений.
Он — истинное благо! Да пребудет со мной это Благо вовек!
Оригинальный текст (санскрит): ॐ ईशान सर्वविद्यानामीश्वरः सर्वभूतानां ब्रह्मादिपति ब्रह्मणोऽधिपतिर्।
ब्रह्मा शिवो मे अस्तु स एव सदाशिव ओम्॥
oṃ īśāna sarvavidyānāmīśvaraḥ sarvabhūtānāṁ .
brahmādipati brahmaṇo’dhipatir brahmā śivo me astu sa eva sadāśiva om ..